# Groupe fortifié Verdun
La Feste Haeseler, rebaptisée groupe fortifié Verdun après 1919, est un ouvrage militaire situé près de Metz. Constitué des forts Sommy et Saint-Blaise, le groupe fortifié fait partie de la seconde ceinture fortifiée des forts de Metz. Il connut son baptême du feu, fin 1944, lors de la bataille de Metz.

## Contexte historique
Pendant l'Annexion allemande, Metz, dont la garnison allemande oscille entre 15 000 et 20 000 hommes au début de la période et dépasse 25 000 hommes avant la Première Guerre mondiale, devient progressivement la première place forte du Reich allemand. La Feste Haeseler complète la Seconde ceinture fortifiée de Metz composée des Festen Wagner (1904-1912), Kronprinz (1899 - 1905), Leipzig (1907-1912), Kaiserin (1899-1905), Lothringen (1899-1905), Freiherr von der Goltz (1907-1916), Haeseler (1899-1905), Prinz Regent Luitpold (1907-1914) et Infanterie-Werk Belle-Croix (1908-1914).
Baptisé en l’honneur du comte Gottlieb von Haeseler, commandant du XVIe Corps d’Armée de Metz, le groupe fortifié a été construit sur la rive droite de la Moselle, au Sud de Metz, entre les villages de Corny-sur-Moselle et d’Augny. Complémentaire de la Feste Kronprinz, la Feste Haeseler contrôlait la vallée de la Moselle, donc l’axe de communication routier et ferroviaire entre Metz et Nancy. Le fort faisait partie d’un programme de fortifications plus vaste, appelé « Moselstellung », et englobant des forteresses disséminées entre Thionville et Metz, dans la vallée de la Moselle. L’objectif de l’Allemagne était de se protéger contre une attaque française visant à reprendre l'Alsace-Lorraine, soit l’Alsace et la Moselle, à l’Empire allemand. Le système de fortification fut conçu pour s’adapter aux progrès grandissants de l’artillerie depuis la fin du XIXe siècle. Basé sur de nouveaux concepts défensifs, tels que la dispersion et la dissimulation, le groupe fortifié devait constituer, en cas d’attaque, un barrage infranchissable pour les forces françaises.

## Conception d’ensemble
Le périmètre de protection du groupe Verdun est assuré par un ensemble de positions d’infanterie, de casernes fortifiées et de batteries d’artillerie, disséminés sur une vaste superficie et dissimulés par la topographie naturelle. À partir de 1899, le plan Schlieffen de l’état-major allemand conçut les fortifications de la Moselstellung, entre Metz et Thionville, comme un verrou destiné à bloquer l’avance éventuelle des troupes françaises en cas de conflit. Ce concept de ligne fortifiée sur la Moselle constituait une innovation significative par rapport au système Séré de Rivières développé par les Français. Il inspira plus tard les ingénieurs de la ligne Maginot.

## Construction et aménagements
Le 9 mai 1899, le Kaiser Wilhelm II pose la première pierre du fort Saint-Blaise. Le groupe fortifié Verdun étant construit au sommet de deux collines, il est constitué de deux forts, le fort Sommy sur 30 ha au sud, et le fort Saint-Blaise sur 45 ha au nord. Le groupe fortifié Verdun est doté de quatre obusiers de 150 mm et de six canons courts de 100 mm. Le fort Saint-Blaise était prévu pour 500 hommes et le fort Sommy, pour 200 hommes. Il pouvait donc recevoir deux compagnies d’Infanterie, en plus des artilleurs. Saint-Blaise, dont la caserne fortifiée pouvait recevoir 500 hommes, dispose de 10 coupoles d’observation et de 12 postes de guet. Sa citerne contenait 1 300 m3. 4 moteurs diesel, de 25Cv chacun, fournissait l’énergie nécessaire au fort Saint-Blaise. Le fort Sommy, dont la caserne fortifiée pouvait recevoir 200 hommes, dispose de 6 coupoles d’observation et de 8 postes de guet. Sa citerne pouvait contenir 600 m3 et il disposait de 3 moteurs diesel, de 20Cv chacun, pour fournir l’énergie nécessaire à son fonctionnement. Les armoiries du comte von Haeseler sont sculptées sur le fronton d’une des portes de l’ouvrage.

## Affectations successives
Durant l’annexion de l’Alsace-Lorraine, le fort reçoit une garnison d’artilleurs à pied appartenant au XVIe Corps d’Armée. De 1914 à 1918, il sert de relais pour les soldats allemands montant au front. Ses équipements et son armement sont alors à la pointe de la technique militaire. En 1919, le fort est occupé par l’armée française.
Après le départ des troupes françaises en juin 1940, l’armée allemande réinvestit les lieux. Début septembre 1944, au début de la bataille de Metz, le commandement allemand l’intègre au dispositif défensif mis en place autour de Metz. Compte tenu de la « tête de pont » américaine de Dornot, des combats féroces se déroulent autour du fort en septembre 1944. Actuellement, le fort est désaffecté. Le fort possède de remarquables peintures murales allemandes, antérieures à 1918.

## Seconde Guerre mondiale
Au cours de la bataille de Metz, le groupe fortifié Verdun montrera tout son potentiel militaire et ses réelles qualités défensives. Sous-estimant les forces allemandes du secteur et la puissance de feu des forts de Metz, l’armée américaine tente d’établir une tête de pont sur la rive est de la Moselle, à hauteur de Dornot, au sud de Metz. Or le groupe fortifié Driant et le groupe fortifié Verdun dominent la vallée de la Moselle à cet endroit, et peuvent couvrir de leurs tirs l’ensemble du secteur. En outre, les troupes de la 462e Infanterie-Division et les Fahnenjunker de l’école d’officiers de Metz connaissent bien le terrain. Les combats autour des deux groupes fortifiés se dérouleront du 7 septembre 1944 au 11 décembre 1944, dans des conditions extrêmes.
Le 8 septembre 1944, le 3e bataillon du 11e régiment d'infanterie de l'armée américaine a pour objectif de prendre le groupe fortifié Verdun, soit les forts Saint-Blaise et Sommy. Le fort n’est alors tenu que par un officier et six hommes de la Nachrichtenschule der Waffen-SS. Un barrage roulant d’artillerie prépare le terrain aux troupes d’assaut américaines, qui ne rencontrent que peu de résistance. Sous le feu de l’artillerie, la section de la 462e Infanterie-Division, qui assurait la défense du secteur, se replie en effet prudemment vers le nord en direction de Frescaty. Après un dernier échange de tirs, la compagnie F du 11e Infantry Regiment atteint les fossés du fort, protégés par des herses infranchissables. Les Allemands semblent avoir déserté le secteur, où plane maintenant un silence inquiétant. Ne sachant pas à quoi s’en tenir, le capitaine américain de la compagnie F demande un pilonnage d’artillerie préventif sur le fort. Mais les trois premières salves, tirées trop courtes, font plusieurs morts et blessés dans ses rangs, et les suivantes tombent sur un fort déserté.
Aussitôt après, les mortiers et les mitrailleuses du 37e SS Panzer Grenadier Regiment de la 17e SS-Panzergrenadier-Division « Götz von Berlichingen », tout juste arrivé dans le secteur, se déchainent sur le versant ouest du groupe fortifié, prenant à revers les deux compagnies américaines. Les sections d’assaut du 2e bataillon américain doivent alors se replier sur la position du Fer à cheval de Dornot, sous un feu croisé meurtrier. À 22h00, la 6e compagnie de la 37e SS Panzer Grenadier Regiment réussit à reprendre possession du fort Saint-Blaise, sous un déluge de feu. Quand le matin se lève, les pertes sont déjà lourdes dans les deux armées. Le 9 septembre 1944, le général Kraus réaffecte pas moins de 1 000 soldats du 37e SS Panzer Grenadier Regiment, à la défense du groupe fortifié Verdun, face à la tête-de-pont de Dornot. Le 10 septembre 1944, pour couvrir la retraite américaine sur Dornot, les P-47, du 23e escadron du 36e groupe de bombardiers du XIXe TAC , larguent pas moins de 23 bombes de 225 kg et 12 bombes de 115 kg sur les forts Sommy et Saint-Blaise, où se terrent littéralement les grenadiers allemands. Ils détruisent par un coup au but une tourelle de 150 mm, mais les superstructures du fort résistent relativement bien. Malgré les bombes incendiaires et les tirs d’artillerie meurtriers de l’armée américaine, les troupes allemandes tiennent toujours solidement la position.
Pour sécuriser le secteur et contenir les troupes allemandes dans les forts de la ligne fortifiée West-Metz von Gallwitz, une opération militaire est montée dans les jours suivants par l’état-major américain. L’opération Thunderbolt, coordonnant une attaque combinée au sol et dans les airs, est planifiée le 17 septembre 1944. Le 26 septembre, les chasseurs bombardiers du 19e Tactical Air Force effectuent un raid aérien sur les forts de Metz, larguant des bombes au napalm de 500 kg. Les fortifications bétonnées et enterrées résistent bien à cette attaque aérienne. Avant le 30 septembre 1944, deux nouveaux raids aériens se montreront inefficaces pour déloger les soldats allemands, qui se terrent pendant les raids, et retrouvent leurs postes de combat aussitôt après.
Pendant un long mois, les soldats assiégés resteront à leur poste, avec discipline et résignation, attendant une ultime attaque américaine qui ne viendra pas. Les Américains, ayant tiré les conclusions de leur échec devant le groupe fortifié Driant, ont effectivement renoncé à prendre frontalement d’assaut les forts situés à l’ouest de Metz. Le général Patton, digérant mal cet échec, réclamait pourtant chaque jour au Bomber Command des raids aériens sur les forts, pour « paver l’enfer de ces sales bâtards d’Allemands ». Le temps en décida autrement. L’opération « vengeance » vit finalement le jour, peu de temps avant la chute de Metz. Prélude à l’offensive sur la cité messine, l'Air Force envoya en effet le 9 novembre 1944, pas moins de 1 299 bombardiers lourds, B-17 et B-24, déverser 3 753 tonnes de bombes, de 1 000 à 2 000 livres, sur les ouvrages fortifiés et les points stratégiques situés dans la zone de combat de la IIIe armée. La plupart des bombardiers ayant largué leurs bombes sans visibilité, à plus de 20 000 pieds, les objectifs militaires ont souvent été manqués. À Metz, les 689 chargements de bombes destinés à frapper sept groupes fortifiés de Metz, désignés comme des cibles prioritaires, ne firent que des dégâts collatéraux, prouvant une fois de plus l’inadéquation des bombardements massifs sur des objectifs militaires.
Après une progression rapide dans la nuit du 16 au 17 novembre 1944, le 3e bataillon du 11e Infantry Regiment encercle le groupe fortifié, obligeant ses défenseurs à se terrer dans les bunkers et les souterrains. Alors que la cité messine tombe aux mains des Alliés, le 22 novembre 1944 à 14h35, les liaisons entre les forts et le poste de commandement de Metz sont définitivement coupées. Les forts, encerclés par 9 000 GIs, ne communiquent plus. Enfermés dans leurs bunkers, les soldats de la 462e Volksgrenadier Division ne peuvent plus compter que sur eux-mêmes. À court de vivres et de munitions, l’ancienne Feste Haeseler se rend le 26 novembre 1944 au petit matin. Deux officiers et 148 hommes de troupes en sortent, physiquement épuisés et nerveusement éprouvés. Une fois dans la place, les troupes américaines s’empressent de hisser leur drapeau au sommet du fort, sous les flashs des photographes militaires, voulant définitivement faire oublier la défaite cuisante de Dornot.
Le fort Jeanne-d’Arc fut le dernier des forts de Metz à déposer les armes, le 13 décembre 1944. La résistance allemande, déterminée, les intempéries et les inondations, inopportunes, ainsi qu’une tendance générale à mésestimer la puissance de feu des fortifications de Metz, ont contribué à ralentir l’offensive américaine, donnant l’occasion à l’armée allemande de se retirer en bon ordre vers la Sarre. L’objectif de l’état-major allemand, qui était de gagner du temps en fixant le plus longtemps possible les troupes américaines en avant de la ligne Siegfried, sera donc largement atteint.